# Familia Tisza
Familia Tisza este o veche familie nobiliară din fostul Regat al Ungariei. Din anul 1883 membrii familiei poartă titlul ereditar de conte, mai exact sunt conți de Borosjenő și Szeged.
Din această familie au făcut parte:
- Nobilul Lajos Tisza, comite al comitatului Bihor (1841-1848)
- Nobilul Kálmán Tisza de Borosjenő și Szeged, prim-ministru al Ungariei între anii 1875–1890[1][2][3]
- Contele Lajos Tisza de Borosjenő și Szeged, ministru al lucrărilor publice și al transporturilor în guvernul Ungariei, ministru de externe al Ungariei[4]
- Nobilul Domokos Tisza, poet, fratele lui Kálmán și Lajos, mort la o vârstă fragedă
- Contele István Tisza de Borosjenő și Szeged, prim-ministru al Ungariei între anii 1903-1905 și 1913-1917